# Arata Masato
Masato Arata (sinh ngày 13 tháng 9 năm 1985) là một cầu thủ bóng đá người Nhật Bản.

## Sự nghiệp câu lạc bộ
Masato Arata đã từng chơi cho Thespa Kusatsu.